# Aurora (Oregón)
Aurora es una ciudad ubicada en el condado de Marion en el estado estadounidense de Oregón. En el año 2007 tenía una población de 655 habitantes y una densidad poblacional de 526 personas por km².

## Geografía
Aurora se encuentra ubicada en las coordenadas 44°13′49″N 122°45′19″O / 44.23028, -122.75528.

## Demografía
Según la Oficina del Censo en 2000 los ingresos medios por hogar en la localidad eran de $55,938 y los ingresos medios por familia eran $65,556. Los hombres tenían unos ingresos medios de $45,938 frente a los $29,444 para las mujeres. La renta per cápita para la localidad era de $24,839. Alrededor del 1.6% de la población estaban por debajo del umbral de pobreza.